# 班浩然
班浩然（英語：Gautam Bambawale，1958年11月2日—），音译高塔姆·班巴瓦莱，印度前外交官，现任印度出行平台Ola顾问、共生國際大學特聘教授等职，曾任印度駐中華人民共和國大使、印度駐廣州總領事、印度駐不丹大使、印度駐巴基斯坦高級專員等職務。
班浩然精通汉语和德语，被认为是中国问题专家。

## 經歷
班浩然出生於1958年11月2日，在印度西部城市浦那长大，就读于主教学校、弗格森学院，并在浦那戈卡莱政治经济研究所获得经济学硕士学位。
1984年，班浩然加入印度外事服務部，選擇漢語作爲學習外語。1985年至1991年间班浩然在印度驻华大使馆、印度驻港领事馆担任外交官。回到德里后，他首先在印度外交部處理中国事务，之后在美洲司擔任副司长，负责与美国和加拿大的关系（1993年至1994年）。1994年至1998年间，班浩然出任印度驻德国柏林文化中心主任，这是他在公共外交领域的首次任职。回到北京後，他擔任印度驻华大使馆副館長。2001年3月，班浩然返回外交部總部，担任印度外交祕書的幕僚，並在這一崗位上工作到2002年6月。隨後他加入印度总理办公室，担任国家安全事务、国防和国际政策事务副主任。2004年7月至2007年9月，他在印度驻华盛顿特区大使馆担任政治公使及政治组组长，参与了印美关系的转型。
2007年9月至2009年12月，班浩然担任印度驻广州首任总领事。从广州回到德里后，班浩然从2009年12月至2014年7月担任印度外交部东亚司联秘，负责与日本、中国和韩国等国家的关系。2014年4月1日，被任命为印度驻不丹大使。2014年8月至2015年12月，班浩然任第十六任印度駐不丹大使。2014年8月5日，向不丹國王吉格梅·凯萨尔·纳姆耶尔·旺楚克遞交國書。2015年12月23日，被任命为下一任印度駐巴基斯坦高級專員。2016年1月至2017年11月任印度驻巴基斯坦高级专员。2016年2月9日，向巴基斯坦总统馬姆努恩·侯賽因递交国书。
2017年10月12日，班浩然被任命为下一任印度驻中华人民共和国大使。他于11月19日抵达北京，11月21日向外交部礼宾司副司长范勇递交国书副本。12月5日，向国家主席习近平递交国书。2017年11月19日至2018年11月30日，班浩然出任印度驻中华人民共和国大使。2018年底，班浩然离任并退休。2020年，印度出行平台Ola聘用班浩然为企业和国际事务高级顾问。此外，他還是德里中國研究所客座研究員和共生國際大學特聘教授。

## 著作
- 與多位作者合著《應對中國挑戰》（Rising to the China Challenge: Winning Through Strategic Patience and Flexible Policies）[30]

## 個人生活
班浩然的父亲赫曼特是一位家庭医生，母亲乌莎·班巴瓦莱是一位社会活动家。
班浩然已婚，与同为马哈拉施特拉邦人的妻子阿斯米塔（Asmita）育有兩子。